# Étanchéification des berges

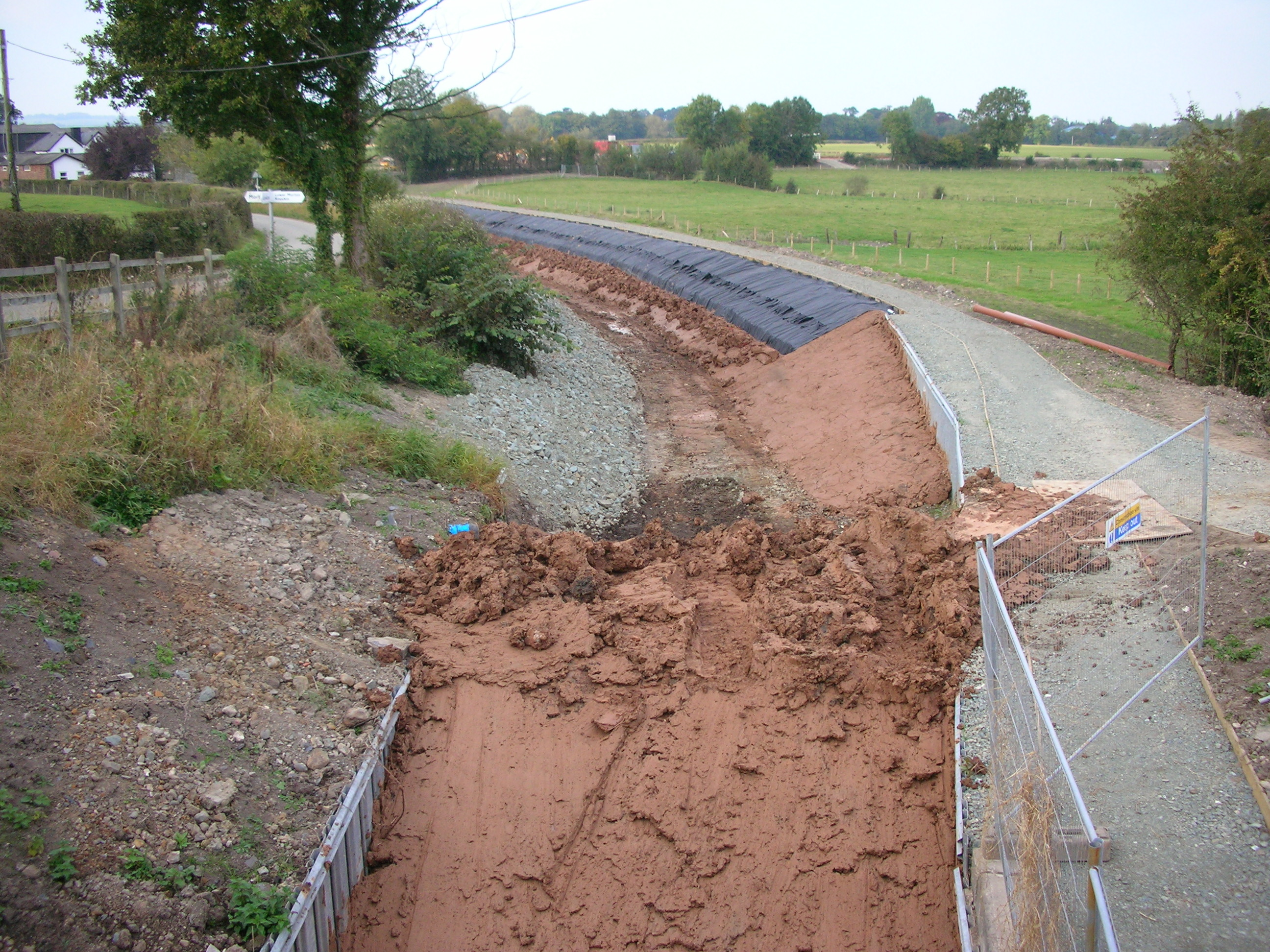
Nouveau revêtement d'étanchéification sur les berges d'une section du canal Montgomery au niveau du pont Redwith. Une masse d'argile obstrue temporairement l'extrémité du canal.

L’étanchéification des berges est l'opération qui consiste à revêtir les berges avec un mélange avec - un matériau étanche (c'est-à-dire à faible conductivité hydraulique) à base d'argile, qui est utilisé dans la construction et l'entretien des canaux ou réservoirs.
Pour réaliser ce mélange, de l'argile ou du limon lourd est haché avec une pelle et amené dans un état plastique en ajoutant de l'eau et parfois du sable grossier ou du gravier, décourageant les excavations de taupes ou de campagnols. Le mélange est déposé sur les côtés avec une épaisseur d’une vingtaine de centimètres et près de 0,90 m d'épaisseur au fond d'un canal. Le mélange devant être maintenu humide pour ne pas se fissurer et rester imperméable à l'eau, il est important que les canaux restent remplis d'eau.
L'argile est compacté avec un outil appelé un pilon, un gros bloc rectangulaire avec un manche d'environ 1,5 m de long, ou compactés par d'autres moyens (par exemple par une excavatrice utilisant le côté convexe de son godet, ou, historiquement, par le piétinement de bétail).